# Phineas Parkhurst Quimby

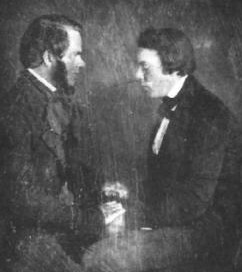
Phineas Parkhurst Quimby (links) mit Lucius Burkmar, ca. 1847

Phineas Parkhurst Quimby (* 16. Februar 1802 in Lebanon, New Hampshire; † 16. Januar 1866 in Belfast, Maine) war ein US-amerikanischer Uhrmacher und Geistheiler. Er gilt als einer der wichtigsten Vordenker und Vorbilder der Neugeist-Bewegung (englisch: New Thought Movement).

## Leben
Quimby war das sechste von sieben Kindern von Jonathan Quimby und Susanna White. Der Vater war Schmied und zog mit seiner Familie 1804 an die High Street von Belfast in Maine. Die Schmiede und das Wohnhaus, das später zur Bibliothek wurde, standen sich gegenüber mit Sicht auf die Belfast−Bucht. Quimby war ein wissbegieriges, scharfsinniges und erfinderisches Kind, das sich viel durch Beobachtung und Lesen selbst beibrachte. Sein Bruder William Quimby ging bei Abel Eastman, dem ersten Uhrmacher in Belfast, in die Lehre und übernahm um 1820 dessen Geschäft. Phineas ging bei seinem Bruder in die Lehre und stellte danach wertvolle Uhren her, die noch lange Zeit danach begehrt waren.
Von 1847 bis zu seinem Tod widmete er sich der Heilung von Kranken und verstand sich als Arzt. Im Herbst 1859 eröffnete er eine Praxis in der Stadt Portland in Maine. Sein jüngster Sohn George Albert Quimby und die ehemaligen Patientinnen Emma G. Ware und Sarah E. Ware arbeiteten bei ihm als Sekretäre und Büroangestellte. Dr. Quimby, wie er genannt wurde, behandelte in diesen Jahren über 12.000 Patienten. Zu den bekanntesten gehörten Julius Dresser und Annetta Seabury, Warren Felt Evans und Mary M. Patterson (genannt Mary Baker Eddy), die die Christliche Wissenschaft begründete. Mary Baker Eddy war nach ihren Behandlungen eine gewisse Zeit von Quimby angetan und beeinflusst, distanzierte sich jedoch wieder von ihm und verneinte seinen Einfluss auf die Christliche Wissenschaft.

## Lehre
Seine den Spiritualisten nahe Auffassung bezog sich auf den Geist Gottes als heilenden Allgeist, den er als alles beseelendes Prinzip von Harmonie und Güte auffasste. Übel und Krankheit im Leben des Menschen seien Folgen negativen Denkens. Er beobachtete Phänomene wie den Placeboeffekt. Nur der Geist, erst »richtiges«, Gott bejahendes Denken könne Körper und Seele heilen. Damit nahm Quimby zentrale Glaubenssätze in der heutigen Esoterik und die Parolen des Positiven Denkens bereits vorweg. Er hat vieles beobachtet, praktiziert und beschrieben eher wie ein Psychologe, aber es wurde erst Jahrzehnte nach seinem Tod von seinem Nachfolger Horatio Willis Dresser publiziert.

## Schriften
- The Complete Writings: Vol. 1, DeVorss & Co., Marina Del Rey 1988, ISBN 0-87516-600-8.
- The Complete Writings: Vol. 2, DeVorss & Co., Marina Del Rey 1988, ISBN 0-87516-601-6.
- The Complete Writings: Vol. 3, DeVorss & Co., Marina Del Rey 1988, ISBN 0-87516-602-4.